# 三浦為隆
三浦 為隆（みうら ためたか、万治2年（1659年） - 享保17年11月8日（1732年12月24日））は、紀州藩家老三浦家3代当主。
父は三浦為時。母は小笠原清政の娘。弟は三浦為豊、中川元宣、垣屋為淳。妹は安藤直清室。
子は三浦為庸、三浦為恭室。養子は三浦為恭。幼名権五郎。通称玄蕃、大膳亮。官位は従五位下長門守、遠江守。

## 経歴
万治2年（1659年）三浦為時の子として生まれる。
寛文4年（1665年）藩主徳川頼宣に御目見。延宝2年（1674年）元服。
延宝4年（1676年）出仕。藩主徳川光貞に従い江戸に出府して江戸城で将軍徳川家綱に拝謁する。同年父の死去により家督と知行1万5000石を相続。延宝5年（1677年）家老となる。
延宝6年（1678年）従五位下長門守に任官。貞享元年（1684年）将軍徳川綱吉の娘鶴姫が、藩主世子徳川綱教に輿入れすることとなり、御輿受け取り役を務めた。
貞享4年（1687年）東山天皇即位式の祝賀使を務める。元禄3年（1690年）藩主光貞の大納言叙任の謝使として上京。
元禄10年（1697年）将軍綱吉の紀州藩邸御成の際に拝謁する。元禄12年（1699年）藩主綱教の御国入り許可の答礼使を務める。
元禄13年（1700年）水戸藩主徳川光圀死去の際に、藩主名代として代香する。宝永3年（1706年）藩主徳川吉宗宰相叙任の謝使として上京。宝永5年（1708年）遠江守に選任。正徳元年（1711年）中御門天皇即位式の祝賀使を務める。
享保元年（1716年）紀州藩主吉宗が8代将軍となると、補佐役として吉宗に仕えることを望まれるが、三浦家は、代々紀州藩家老を務める立場であると固辞して受けなかった。
享保3年（1718年）吉宗の生母浄円院が、紀州より江戸城に迎えられることとなり、大坂まで送る。
享保7年（1722年）弟中川元宣の子為恭を婿養子に迎える。享保9年（1724年）吉宗の嫡男徳川家重が将軍世子となると、江戸城で拝賀する。
享保17年（1732年）11月8日死去。享年74。家督は養子の為恭が相続した。

## 三浦為隆が登場する作品
テレビドラマ
- 『八代将軍吉宗』（1995年、NHK大河ドラマ、演：竜雷太）